# عباس قندهاری
سرلشکر عباس قندهاری (۱۲۹۳–۱۳۵۷) خلبان نیرو هوایی و اولین فرمانده (۱۳۵۰–۱۳۵۲) و بنیانگذار هوانیروز بود.
قندهاری در سال ۱۲۹۳ در محله (سنگلج) تهران به دنیا آمد. او تحصیلات متوسطه را در مدرسه نظام و تحصیلات افسری را در دانشکده افسری به پایان برد و در سال ۱۳۱۷ در رسته توپخانه فارغ‌التحصیل شد. وی سپس دوره دیدبانی هوایی و بعد گواهی نامه خلبانی و استادی آن را به پایان برد و به خدمت در نیروی هوایی مشغول شد.
عباس قندهاری در نیرو هوایی مسئولیت‌هایی مانند فرماندهی مراکز آموزش‌های عالی نیروی هوایی، فرماندهی پایگاه دوم هوایی مستقل شکاری، فرماندهی مراکز آموزشهای عالی نیروی هوایی را برعهده داشت. وی در سال ۱۳۵۰ با تشکیل تیپ هوانیروز به عنوان اولین فرمانده این تیپ شروع به فعالیت کرد و تا سال ۱۳۵۲ در این سمت بود و بعد از آن به هوایی ملی ایران هما منتقل شد.